# 2020年代
| 千纪： | 3千纪                                                                                            |
| 世纪： | 20世纪 \| 21世纪 \| 22世纪                                                                       |
| 年代： | 1990年代 \| 2000年代 \| 2010年代 \| 2020年代 \| 2030年代 \| 2040年代 \| 2050年代                 |
| 年份： | 2020年 \| 2021年 \| 2022年 \| 2023年 \| 2024年 \| 2025年 \| 2026年 \| 2027年 \| 2028年 \| 2029年 |

2020年代從2020年1月1日開始，於2029年12月31日結束。在初期，2019冠状病毒病疫情蔓延到全球，造成了經濟和政治動盪，第二次冷战亦使世界逐渐由合作开始走向对抗。

## 事件

### 2020年
- 联合国千年发展目标预计到2020年使至少1亿贫民窟居民的生活有明显改善。
- 中国大陆《国家中长期教育改革和发展规划纲要（2010－2020年）》提出在2020年普及高中教育，以及学前一年教育。
- 微软Windows 7的延伸支援到期。
- 2019冠状病毒病疫情
- 2020年国际金融恐慌
- 2020年中华民国总统选举，选举结果，民主进步党的蔡英文、賴清德分别当选中华民国第15任总统、副总统。
- 1月15日，中华人民共和国国务院副总理刘鹤率团前往美国，在白宫与美国总统唐纳德·特朗普签署第一阶段贸易协议，让长达18个月的中美贸易战暂时告一段落。协议中的五大要点：知识产权、对美采购、强制技术转让、汇率、金融服务。
- 1月15日，俄罗斯政府及总理梅德韦杰夫请辞。随后，俄总统弗拉基米爾·普京提名其担任俄罗斯联邦安全会议副主席。
- 1月24日，土耳其埃拉泽地震，此次地震造成至少41人罹难，1,600多人受伤，地震矩规模为6.7。
- 2月24日，馬來西亞執政黨希望聯盟政府發生執政危機，造成首相马哈迪·莫哈末宣布辞职，土著团结党退出希望聯盟，造成发生2020年马来西亚政治危机。
- 3月1日，穆希丁在马来西亚最高元首苏丹阿都拉的任命下，正式就任马来西亚第八任首相[1]。
- 2020年中印边境冲突，中华人民共和国与印度共和国之间在边界冲突的军事对峙事件。
- 2020年中国南方水灾，5月下旬起在中国长江中下游地区、淮河流域、西南、华南及东南沿海等地因持续强降水引发的严重洪灾。
- 乔治·弗洛伊德之死引发的示威活动，5月26日起从美国明尼苏达州明尼阿波利斯蔓延至全美乃至全世界的一系列针对警察暴行和警察种族主义的示威活动。美國總統川普發表談話，譴責因乔治·弗洛伊德之死所引發的暴動是「國內恐怖行動」，若各州無法阻止，他將動用軍隊鎮壓[2]。
- 2020年高雄市市長韓國瑜罷免案，高雄縣市合併後第三屆市長韓國瑜（中國國民黨籍）被該市選民、台灣基進黨員陳冠榮依《公職人員選舉罷免法》程序提起之罷免案[3]。後韓國瑜於6月12日解職[4]。
- 南北共同聯絡事務所炸毀事件，6月16日位于朝鲜民主主义人民共和国开城工业地区的朝韩联络办公室遭到炸毁的事件。
- 2020年新加坡大选，7月10日举行，选出新一届新加坡国会全部93个民选议席。李显龙领导的人民行动党获胜。
- 7月28日，吉隆坡高等法庭宣判，马来西亚前首相纳吉·阿都拉萨涉及一马弊案的SRC洗钱案的7项指控全部成立，判处监禁12年和罚款2亿1000万令吉，若无法缴付罚款则加监5年。[5][6][7][8]
- 7月23日，中国在海南文昌航天发射场，用长征五号遥四运载火箭将天问一号火星探测器发射升空。
- 国际热核聚变实验反应堆在法国南部卡塔尔拉舍举行安装启动仪式。
- 7月30日，搭载毅力号火星探测器的火箭在美国卡纳维拉尔角空军基地发射升空。
- 中共中央总书记习近平、国务院总理李克强、国务院副总理韩正等出席北斗三号全球卫星导航系统建成暨开通仪式，宣布该系统正式开通
- 2020年贝鲁特爆炸事故，8月4日下午6时左右在黎巴嫩首都贝鲁特贝鲁特港发生的两起大型爆炸事故，造成重大人员伤亡和财产损失。
- 8月12日，马来西亚前首相马哈迪·莫哈末创立祖国斗士党。
- 2020年内蒙古双语教育新政策争议 ，内蒙古自治区教育厅于8月26日发布小学课程改革，要求以蒙古语授课的小学（民族学校）的语文科自2020年9月1日起改用教育部统编教材、道德与法治科（2016年前称品德与社会）在2021年秋改用教育部统编教材、以上两科目取消地方语言教学改以国家通用语言文字（普通话）授课，结果在中国和其他国家引发部分抗议活动。
- 2020年纳戈尔诺-卡拉巴赫战争，纳戈尔诺-卡拉巴赫地区在阿塞拜疆、亚美尼亚和阿尔察赫之间正在进行的一场武装冲突，始于2020年9月27日的早晨
- 2020年泰国示威，2020年泰国发生的一连串反对泰国政府和2014年军政府领袖兼总理巴育·占奥差的示威活动。
- 2020年沙巴州选举，9月26日在马来西亚沙巴州举行的第16届沙巴州议会选举，最终以沙巴州在野党沙巴人民联盟以38席赢得选举。
- 2020年美国总统选举 ，11月7日宣布民主党政治家乔·拜登和担任副手的贺锦丽赢得了选举。
- 2020年缅甸议会选举，于11月8日（星期日）举行，选出新一届缅甸联邦议会的地方选区议员。地方议会选举亦于同日举行。选举当局宣布有部分选区不会举行选举，影响7个民族院席位、15个人民院席位和部分地方议会席位，导致约140万合资格选民不能在本次选举投票。在选举中，共有超过1,100个联邦议会和地方议会席位参与竞选。
- 区域全面经济伙伴关系协定于11月15日通过视频会议的形式（主会场位于越南）正式签署。
- 中国国家航天局月球探测卫星嫦娥五号成功着陆月球吕姆克山，执行自苏联月球24号以来的首次月球采样返回任务。
- 中国科学技术大学相关技术团队成功研制出量子计算原型机九章。
- 可控核聚变托卡马克装置中国环流器二号M在成都市建成并实现首次放电。
- Win10 20h1 20h2開始更新

### 2021年
- 2019冠状病毒病疫情
- 2021年美國國會大廈遭衝擊事件
- 2021年緬甸軍事政變
- 2021年德克薩斯州大停電
- 2021年馬里政變
- 第32届夏季奥林匹克运动会在东京举办。
- 2021年海地地震
- 2020年世界博覽會在杜拜举办。
- 阿富汗战争 日期：2001年10月7日至2021年8月30日（19年10个月3周又2天）塔利班决定性胜利，并于2021年8月19日重新建立政权。美国则于2021年8月30日之前撤军。
- 2021年6月24日 微软发布Windows 11 操作系统

### 2022年
- 2022年汤加海底火山喷发
- 第24届冬季奥林匹克运动会在北京联合张家口举办。
- 第31届夏季世界大学生运动会在中国四川省会成都举办。（延期至2023年舉辦）
- 第11屆世界運動會将在美國伯明罕舉辦。
- 第19屆亞洲運動會将在浙江省会杭州举办。（延期至2023年舉辦）
- 俄羅斯入侵烏克蘭，自2022年2月24日俄羅斯對烏克蘭宣戰開始。
- 2022年英國政府危機
- 2022-2023年猴痘爆发
- 日本安倍晉三遇刺案
- 美國眾議院議長南西·裴洛西訪問台灣
- 2022年8月15日，马来西亚联邦法院开庭审理纳吉·阿都拉萨所涉SRC国际公司4200万令吉资金挪用案。同年8月23日，五司维持原判，纳吉抵达加影监狱服刑，即日起入狱12年，成爲馬來西亞史上首位被判入獄的前首相。
- 9月8日，英国君主伊丽莎白二世驾崩。
- 2022年意大利大选，焦尔吉娅·梅洛尼旗下由意大利兄弟党领导的右派联盟赢得43%得票率，获取国会多数，其于2022年10月22日宣誓就任，成为意大利首位女性总理。
- Windows 11 22h2 開始推送更新
- 中国共产党第二十次全国代表大会召开，闭幕会上发生“胡锦涛离场事件”，习近平在中共二十届一中全会上连任中共中央总书记第三任期。
- 中国江泽民之死，中国共产党第三代领导核心、前中共中央总书记江泽民2022年11月30日在上海逝世，享年96岁。
- 中國發生包括白纸运动在内的群眾抗爭運動後，備受爭議的動態清零政策宣佈結束。
- 2022年國際足協世界盃，阿根廷國家足球隊第三次奪得冠軍。
- 11月，OpenAI推出人工智能聊天机器人程序ChatGPT。
- 马来西亚于10月解散国会，11月19日举行全国大选，其结果为希望联盟与国民阵线组成政府，结束了自2020年以来的政治危机。

### 2023年
- 微軟公司Windows 8.1延伸支援到期。
- 2月6日，土耳其和叙利亚发生地震，此次地震震级为7.8，包括土耳其和叙利亚在内共造成59,259人死亡，成为土耳其100多年来死亡人数最多的地震。
- 第十四屆全国人民代表大会召开。
- 第五屆世界棒球經典賽舉辦，由日本棒球代表隊第三次奪得冠軍。
- 5月6日，英國王室查爾斯三世和卡米拉王后加冕禮在伦敦威斯敏斯特教堂举行。
- 第31届夏季世界大学生运动会于7月28日至8月8日在中国四川省会成都举办。
- 第19屆亞洲運動會于9月23日至10月8日在中國浙江省会杭州举办。
- 以色列—哈马斯战争
- 以色列—真主党冲突 (2023年至今)
- 李克強之死，中國共產黨、中華人民共和國政治人物、原正國級領導人、前中國國務院總理李克強於2023年10月27日，在上海逝世，享年68歲。
- 11月29日，美国前国务卿亨利·基辛格逝世。

### 2024年
- 1月1日，日本能登半岛发生規模7.6地震，造成240人罹难，1,291人受伤，19人失踪，这次地震是自1885年有记录以来能登半岛最强烈的一次地震。
- 2024年中华民国总统选举，选举结果，民主进步党的赖清德、萧美琴分别当选中华民国第16任总统、副总统。
- 2月2日，由苹果公司生产的混合现实头戴式电子设备Apple Vision Pro在美国发售。
- 2024年俄罗斯总统选举，時任总统弗拉基米尔·普京最终以87%的得票率當選，是蘇聯解體以來俄羅斯得票率最高的總統當選人。
- 3月22日，俄罗斯莫斯科发生番红花城市大厅袭击，此次袭击造成至少144人死亡（不包括袭击者），551人受伤。
- 4月3日，台湾花莲发生芮氏規模7.1地震，造成18人罹难、1,155人受伤、37人留置及3人失踪，本次地震则是继921大地震之后台湾规模最大的地震
- 5月3日，由中国国家航天局组织的中国探月工程第六次月球探测任务嫦娥六号，执行继嫦娥五号后的第二次月球采样返回任务，采集人类首份来自月球背面的样品计1935.3克带回地球。任务持续约53天，6月25日返回地面。
- 2024年伊朗—以色列冲突
- 2024年6月乌克兰和平峰会
- 2024年英国大选，基尔·斯塔默爵士成功帶領工黨取得压倒性勝利，終止保守黨連續14年的執政，並成為下一任英国首相。
- 2024年夏季奧林匹克運動會将在巴黎举办。
- 2024年孟加拉国公职配额改革运动
- 2024年委内瑞拉抗议
- 2024年美国总统选举
- 2024年韓國戒嚴
- 美国吉米·卡特之死，美国第39任总统吉米·卡特2024年12月29日在佐治亚州普莱恩斯的家中逝世，享年100岁。

### 2025年
- 2025年世界博覽會将在大阪举办。
- 2025年世界運動會将在四川成都举办。
- 遊戲俠盜獵車手VI發佈
- iPhone 17 發佈

### 2026年
- 海因茨·冯·福斯特预言的技术奇异点将于11月13日发生。
- 第23屆國際足協世界盃，將由加拿大、墨西哥和美國聯合舉辦，是世界盃史上首次由三個國家聯合舉辦同一屆賽事。
- 第25届冬季奥林匹克运动会将在米蘭和科爾蒂納丹佩佐举办。
- 根据欧洲太空總署曙光工程计划，自动探测器将在本年前往火星执行探测任务。

### 2028年
- 2028年夏季奧林匹克運動會将在洛杉矶举办。